# Lesosibirsk
Lesosibirsk (del ruso: Лесосибирск) es una ciudad del krai de Krasnoyarsk, en Rusia. Está situada a orillas del rio Yeniséi, cerca de su confluencia con el Angará, a 248 km al norte de Krasnoyarsk, la capital del krai. Contaba con 64.160 habitantes en 2009.

## Historia
En el emplazamiento de la ciudad actual, existía por los menos desde 1640 el pueblo de Maklakov Lug, derivado del nombre de su fundador. En el siglo XIX, el pueblo de Maklakovo era centro administrativo de un vólost. Lesosibirsk (literalmente "ciudad de madera de Siberia") fue fundada en 1975 como un puerto fluvial sobre el Yeniséi, de la fusión de las localidades Makaklovo y Novomaklakovo.

## Demografía
| 1959   | 1970   | 1979   | 1989   | 2002   | 2008   |
| ------ | ------ | ------ | ------ | ------ | ------ |
| 13 800 | 25 000 | 38 600 | 68 300 | 65 400 | 64 215 |

## Economía y transporte

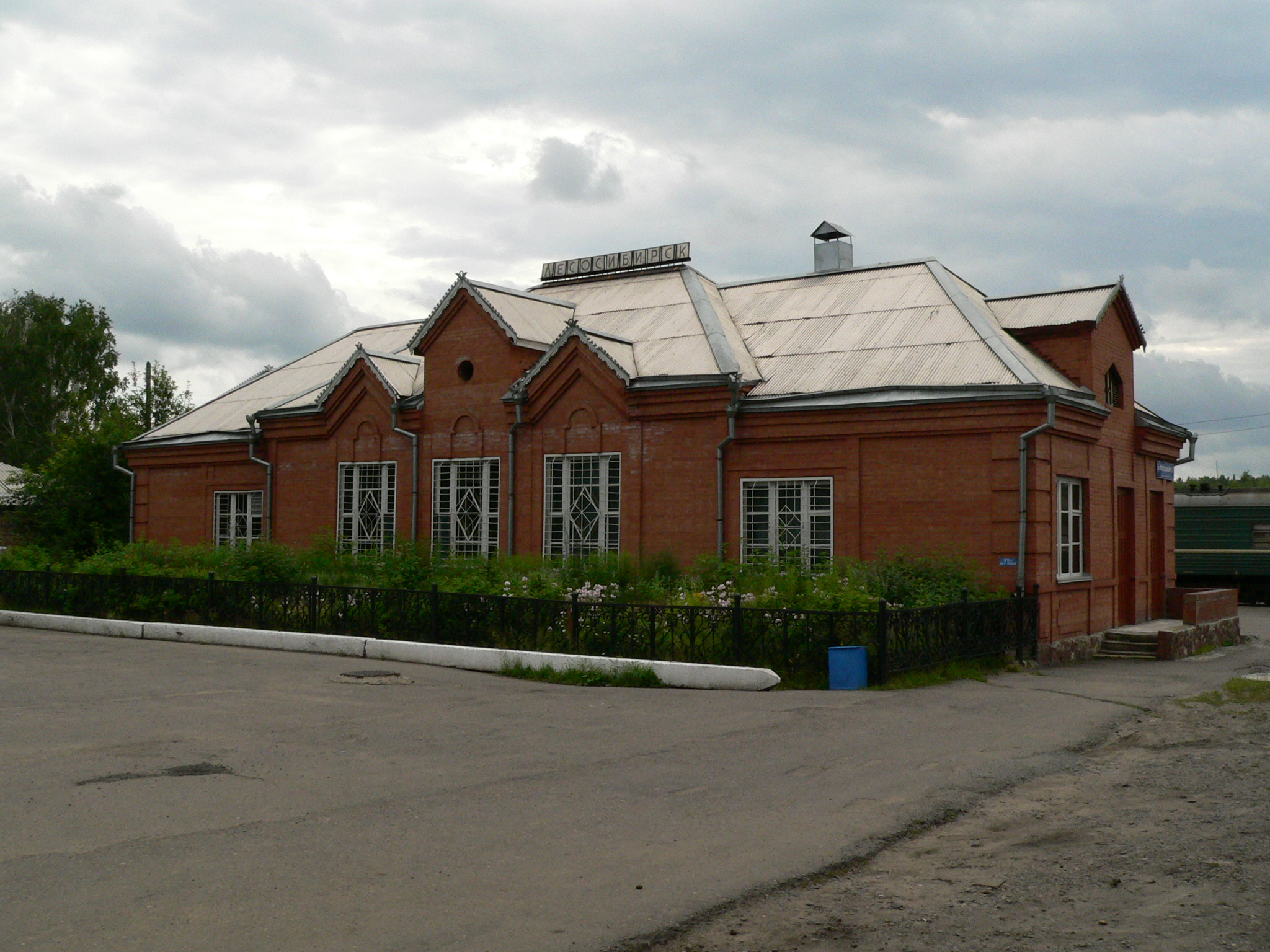
Estación de ferrocarril.

Lesosibirsk es una ciudad basada económicamente en la industria maderera, existen docenas de aserraderos con una producción total anual que alcanza los 3 millones de metros cúbicos de toneladas de madera. También está representada la industria químico-maderera, que produce, entre otras cosas, celulosa, colofonia y trementina.
Existen en la localidad colegios técnicos y educacionales, escuelas técnicas relacionadas con la madera, escuelas vocacionales y de artes.
La ciudad es aprovisionada principalmente por vía fluvial desde Krasnoyarsk, un trayectoq ue dura alrededor de 18 horas.
Se puede llegar a Lesosibirsk por autocar (el trayecto dura de 5 a 6 horas) o por tren de noche desde Krasnoyarsk (sale a las 19:41 y llega a las 07:19). Lesosibirsk es terminal de la línea de ferrocarril de Áchinsk, que enlaza con el ferrocarril Transiberiano. Este ferrocarril sirve a las explotaciones madereras al norte de Achinsk.